# Per Günther
Per Günther (* 5. Februar 1988 in Gießen) ist ein ehemaliger deutscher Basketballspieler.
Der 1,84 m große Point Guard bestritt zwischen 2008 und 2022 500 Bundesliga-Spiele für Ratiopharm Ulm. Er bestritt 65 Länderspiele für die deutsche Nationalmannschaft.

## Laufbahn
Günther spielte als Jugendlicher bei Boele-Kabel und dem BBV Hagen. Für den BBV war er auch in dessen Männermannschaft in der Regionalliga aktiv, ehe er 2006 zu Phoenix Hagen ging. Dort gab er seinen Einstand in der 2. Basketball-Bundesliga und spielte weiterhin auch im Jugendbereich: 2007 wurde er mit der Hagener U19-Mannschaft deutscher Vizemeister.
Im Spieljahr 2007/08 beeindruckte Günther in der zweiten Liga mit Mittelwerten von 14,5 Punkten, 2,4 Korbvorlagen sowie 1,9 Rebounds pro Begegnung und wurde daraufhin von Ratiopharm Ulm unter Vertrag genommen. Vom Bundesligaverein wurde er mit einem Dreijahresvertrag ausgestattet. Von Cheftrainer Mike Taylor erhielt Günther in Ulm in seinem ersten Jahr gleich knapp 15 Minuten Einsatzzeit je Begegnung zugestanden. Im Laufe der Jahre entwickelte sich Günther zur Stammkraft auf der Spielmacher-Position und wurde Mannschaftskapitän. Er entschied sich im April 2011 für eine Vertragsverlängerung um zwei weitere Jahre in Ulm, dessen Mannschaft zur Spielzeit 2011/12 in die Ratiopharm Arena umzog. Im Spieljahr 2011/12 erreichte er mit Ulm die Endspielserie der Bundesliga, wo man jedoch Bamberg mit 0:3-Siegen unterlag. Günther erzielte während der Vizemeistersaison in 42 Einsätzen Mittelwerte von 10,3 Punkten sowie 3,0 Korbvorlagen und 1,7 Rebounds je Begegnung.
Am 21. Mai 2013 wurde bekannt, dass Per Günther seinen Vertrag bei Ulm um zwei weitere Jahre verlängerte. Eine weitere Vertragsverlängerung um erneut zwei Jahre wurde am 26. April 2015 bekanntgegeben.
In der Saison 2015/16 erreichte er mit seiner Mannschaft trotz schwachem Start zum zweiten Mal nach 2012 die Finalserie um die deutsche Meisterschaft, in der sich die Ulmer jedoch wieder Bamberg mit 0:3 geschlagen geben mussten. Am 11. Dezember 2016 gab Per Günther eine weitere Vertragsverlängerung bekannt, mit der er sich bis 2019 an Ulm band. Im April 2019 bestritt er sein 400. Bundesligaspiel für Ulm und wurde der erste Spieler, der eine solch große Anzahl an Partien für eine einzige Mannschaft erreichte. Günther zog sich im Mai 2022 aus dem Leistungssport zurück und zog mit seiner Familie nach Hamburg.
Magenta Sport stellte Günther als Kommentator für die Übertragungen der Basketball-Europameisterschaft 2022 ein, er war auch bei Übertragungen während der Weltmeisterschaft 2023 im Einsatz.
Am 27. Januar 2024 wurde im Rahmen einer feierlichen Zeremonie in der Ratiopharm Arena das Trikot von Günther in den Ruhestand versetzt ("Jersey Retirement"). Die Jersey-Nummer 6 wird von Ratiopharm Ulm nicht mehr vergeben.

### Nationalmannschaft
Günther nahm mit der U16-, U18- und U20-Nationalmannschaft in den Jahren 2004, 2006 bzw. 2008 an den Basketball-Europameisterschaften teil. Am 1. Juli 2009 erfolgte durch Bundestrainer Dirk Bauermann die Nominierung für die A-Nationalmannschaft, Günther bestritt sein erstes A-Länderspiel am 7. August 2009 gegen die Niederlande. Am 1. September 2009 brach er sich in einem Vorbereitungsspiel gegen Slowenien einen Mittelfußknochen und fiel für die Europameisterschaft in Polen aus. Für die Basketball-Weltmeisterschaft 2010 in der Türkei wurde Günther von Bundestrainer Dirk Bauermann in den Kader berufen. Günther nahm anschließend auch an der EM 2013 teil. Im Sommer 2014 verzichtete er aufgrund von Knieproblemen auf Einsätze für die Nationalmannschaft und auch 2015 sagte er wegen körperlicher Beschwerden ab. Auch in den folgenden Jahren war er nicht mehr Mitglied der DBB-Auswahl.

## Auszeichnungen
- Youngster des Jahres in der ProA: 2007/08
- Rookie des Jahres in der BBL: 2008/09
- Pascal Roller Award für den beliebtesten Spieler in der BBL: 2011/12, 2012/13, 2013/14, 2014/15 und 2015/16[25]
- BBL All-Star Game MVP: 2016
- Deutscher Vizemeister: 2012, 2016

## Privates
Günthers Vater Dietmar spielte selbst in der Basketball-Bundesliga, auch seine Mutter betrieb die Sportart. Sein drei Jahre älterer Bruder Philip spielte in der 2. Basketball-Bundesliga, sein elf Jahre jüngerer Bruder Jasper ist in der 2. Basketball-Bundesliga ProA bei UBC Münster aktiv.
Im Juli 2016 heiratete Günther in Hagen seine langjährige Freundin Leonie.